# Улица 8 Марта (Киев)
Улица 8 Марта (укр. Вулиця 8 Березня) — улица в Оболонском районе города Киева. Пролегает от улицы Днепроводская до тупика, исторически сложившаяся местность посёлок ДВС.
Примыкает переулок Родниковый.

## История
Проезд «Б» возник в 1950-е годы наряду с другими проездами посёлка ДВС.  
15 июля 1958 года проезд был преобразован в улицу под названием современным названием — в честь 8 Марта — Международного женского дня, согласно Постановлению бюро Киевского городского комитета Компартии Украины и исполнительного комитета Киевского городского совета депутатов трудящихся № 1249 «Про наименование и переименование улиц города Киева» («Про найменування та перейменування вулиць міста Києва»).

## Застройка
Улица пролегает в северном направлении параллельно улицам Клары Цеткин и Родниковая.
Парная и непарная стороны улицы заняты малоэтажной (2-этажные дома) и многоэтажной (5-этажные дома) жилой, усадебной застройкой.
Учреждения:
1. дом № 7 — отделение связи «Укрпочта» № 77
2. дом № 7 Б — Свято-Георгиевский храм
3. дом № 11 — детсад № 65